# 宍戸隆忠
宍戸 隆忠（ししど たかただ）は、戦国時代の武将。安芸国の国人領主・宍戸氏の一族で、当主・宍戸元源の次男。安芸国高田郡甲立村末兼郷を領したことから末兼隆忠とも名乗った。なお、当時の文書において苗字の「宍戸」は、「完戸」または「鹿戸」（読みはいずれも「ししど」）と表記されている。

## 生涯
安芸国の五龍城を本拠とした国人領主・宍戸氏の当主である宍戸元源の次男として生まれる。元服に際しては、大内義隆より偏諱を受けて隆忠と名乗り、後に安芸国高田郡上甲立末兼郷を領して、苗字を末兼と改めた。
農政に優れており、また、たたら製鉄を盛んにし、父の元源を補佐して領内の統治に尽くしたとされる。
隆忠の最期については、後世の系図によると、享禄2年（1529年）2月14日に隆忠について家臣の讒言を受けた甥の宍戸隆家によって殺害されたと記されており、元禄16年（1703年）に宍戸就延の命を受けた等々力正識が編纂した『宍戸記』には、殺害された隆忠の祟りによって隆家が眼病を患ったが、隆忠の霊に謝罪して剣大明神（後に宍戸大明神）として祠ったことで眼病が治癒したとの伝承が記されている。隆忠殺害事件については確かな史料で確認することはできないが、元亀3年（1572年）3月3日から3月5日にかけて、毛利輝元の依頼を受けた吉田兼右が吉田祇園社（現在の清神社）の内陣において神道行事を行った際に、合わせて非業の死を遂げた大内義隆、大内義長、陶晴賢、内藤隆世、和智誠春、柚谷元家、井上就兼の亡魂を神として祀り、隆忠のことと思われる「宍戸家亡魂四郎」を祀る「剣宮」「宍戸若宮」を勧請していることから、隆忠が非業の死を遂げていること自体は事実と考えられている。ただし、天文13年（1544年）から天文14年（1545年）頃まで隆忠の活動が見られることから、その時期については系図に記された享禄2年（1529年）ではなく、天文10年代中頃以降である。
隆忠夫妻の墓所は、現在の広島県安芸高田市甲田町上甲立にある理窓院の裏手に存在し、昭和44年（1969年）4月に高田郡吉田町（現在の安芸高田市）の史跡として指定された。